# Osnago
Osnago là một đô thị và thị xã của Ý. Đô thị này thuộc tỉnh Lecco trong vùng Lombardia. Osnago có diện tích km2, dân số theo ước tính năm 2010 của Viện thống kê quốc gia Ý là 46.594 người. 
Các đơn vị dân cư:
Đô thị Osnago giáp với các đô thị: